# Pfeffer-Oleoresin
Pfeffer-Oleoresin ist ein Pfeffer-Extrakt (je nach Zusatz in der Bezeichnung aus schwarzem, weißem oder grünem Pfeffer).
Das Oleoresin enthält den scharfen Bestandteil des Pfeffers, das Piperin, und den aromatischen Teil, das ätherische Öl.

## Herstellung
In einem ersten Schritt wird per Wasserdampfdestillation das ätherische Öl extrahiert. Der Extraktionsrückstand wird danach noch einmal mit Ethylacetat, Aceton und/oder Hexan extrahiert um das Piperin zu gewinnen.
Anschließend werden die zwei Phasen im gewünschten Verhältnis gemischt. Um die Inhomogenität des Produktes zu reduzieren, wird meist bis zu 10 % Propylenglycol oder ein anderer Emulgator zugegeben. Der verwendete Emulgator ist ausschlaggebend für die Viskosität und damit für die Handhabung in der Produktion.